# La Domenica Sportiva
La Domenica Sportiva, parfois abrégé sous la forme DS, est une émission de télévision sportive historique de la télévision italienne. Elle est diffusée depuis 1953 sur les chaînes de la Rai, le service public italien de la télévision. Elle est essentiellement consacrée au football.
Diffusée depuis 1998 sur Rai 2, elle est de sa date de création à 1995 diffusée sur la chaîne principale Rai 1, puis sur Rai 3 de 1995 à 1998.
Elle est présentée par Simona Rolandi.